# Sipahutar II
Sipahutar II is een bestuurslaag in het regentschap Tapanuli Utara van de provincie Noord-Sumatra, Indonesië. Sipahutar II telt 677 inwoners (volkstelling 2010).